# Jamajka na Letnich Igrzyskach Olimpijskich 1964
Jamajkę na Letnich Igrzyskach Olimpijskich 1964 reprezentowało 21 zawodników. Reprezentacja Jamajki nie zdobyła żadnego medalu.